# Hydriomena cochiseata
Hydriomena cochiseata là một loài bướm đêm trong họ Geometridae.